# OVRA
La Organizzazione per la Vigilanza e la Repressione dell'Antifascismo (OVRA; en español "Organización para la Vigilancia y la Represión del Antifascismo") fue la policía política de la Italia fascista y de la República Social Italiana, fundada en 1927 bajo el régimen de Benito Mussolini durante el reinado de Víctor Manuel III.

## Origen
Después del intento de asesinato de Mussolini por el joven Anteo Zamboni, el gobierno italiano promulgó rápidamente una legislación represiva. Todos los partidos políticos, asociaciones y organizaciones opuestas al régimen fascista fueron disueltas y todo aquel de quien se demostrara que había estado "comprometido o expresado intención de cometer acciones dirigidas a subvertir violentamente el orden social, económico o nacional, o bien, socavar la seguridad nacional u oponerse u obstruir las acciones del gobierno" podía ser desterrado a lugares remotos por la policía.
El 25 de noviembre de 1926, la nueva "Legge di Difesa dello Stato" (Ley de defensa del Estado) instituyó un "Tribunale Speciale" (Tribunal Especial) para juzgar a aquellos acusados de ser "enemigos del Estado" y condenarlos a severas penas de prisión o incluso a muerte, dado que la nueva legislación había restaurado la pena capital.
Se priorizó la reorganización de la Fuerza Policial Nacional, conocida como la "Pubblica Sicurezza" o PS. La persona encargada de esta tarea fue el oficial de policía Arturo Bocchini. El nuevo código legal concerniente a la Seguridad Pública ("Testo Unico delle Leggi di Pubblica Sicurezza", a menudo abreviado como TULPS), promulgado en 1926 y revisado en 1931, mencionaba específicamente un "Departamento de Policía Política" como una división especial de la policía, cuya misión era controlar y prevenir la disidencia política. Más tarde, esta división fue conocida como OVRA, aunque su existencia se mantuvo en secreto hasta diciembre de 1930, cuando la agencia oficial de prensa, la Stefani, publicó una declaración que citaba a la OVRA como una "sección especial" de la policía.

## Un modelo de represión
Bocchini nombró director de la OVRA al inspector Francesco Nudi, que más tarde sería reemplazado por Guido Leto. Se sabe que Heinrich Himmler se reunió con Bocchini varias veces y modeló la organización tomando como modelo la Gestapo. El 2 de abril de 1936, los directores de ambos organismos policiales firmaron un protocolo secreto de cooperación.
Una de las funciones más importantes de la OVRA era operar y mantener el CPC ("Casellario Politico Centrale"), un archivo especial donde se recogía cuidadosamente toda la información sobre los "subversivos", para crear un "perfil personal" con todos los datos relativos a su educación, cultura y hábitos, incluidos detalles sobre su carácter y su orientación sexual.
La actividad de la OVRA provocó que unos 300.000 antifascistas se tuvieran que exiliar y que otros 10.000 fueran desterrados a islas o lugares remotos dentro de Italia, donde las condiciones de vida eran pésimas e insalubres. Entre 1927 y 1940, los "Tribunale Speciale" solo condenaron a muerte a diez personas, lo que contrasta con las acciones de otras policías políticas de la época, como la Gestapo y la SS de la Alemania nazi la Kempeitai del Imperio del Japón o la NKVD de la Unión Soviética.